# Fairfield (Ohio)
Fairfield ist eine City mit 44.907 Einwohnern (2020) im US-Bundesstaat Ohio, ca. 20 Meilen nördlich von Cincinnati. Die Stadt mit einer Gesamtfläche von 54,6 km² gehört zum Butler County. Ein Teil ihres Gebietes reicht ins Hamilton County. Die Stadt ist auch Geburtsort von Fred Schule, einem Leichtathleten und Olympiasieger über 110 Meter Hürden.

## Wirtschaft
- Centigon, Unternehmen zur Panzerung ziviler Fahrzeuge.

## Sehenswürdigkeiten
Das Community Arts Center steht im 'Village Green Park mit dem Amphitheatre. Auch die Lane Public Library ist im Village Green Park beheimatet. Insgesamt gibt es über 20 Parks in Fairfield, u. a. den William Harbin Park, Oakwood Park, Good Neighbors Park, Gilbert Farms Park, Founders Park und den Thomas O. Marsh Park. Besonders zu erwähnen ist auch Jungle Jim's International Market am Dixie Highway.

## Persönlichkeiten
- Fred Schule (1879–1962), Leichtathlet
- Jackson Carman (* 2000), Footballspieler

## Besonderheiten
- Von 2003 bis 2005 gab es eine deutsche virtuelle Jugendserie, die in Fairfield an der Freshman Highschool gespielt hat.